# Agnes Nyblin
Agnes Nyblin (née Janson) (Askøy, 25 janvier 1869 - Bergen (Norvège), 20 août 1945) est une photographe norvégienne.

## Biographie
Agnes Nyblin est la fille de  Jacob Neumann et de Marthe Helene Janson. Elle épouse le photographe Karl Nyblin avec lequel elle crée un studio à Bergen appelé "K. Nyblin". Au décès de son mari en 1894, mais elle continue seule l'entreprise avec succès jusqu'en 1911.
Agnes Nyblin est l'une des nombreuses femmes qui ont créé les premiers studios photographiques en Norvège, telles Marie Høeg à Horten, Louise Abel à Christiania , Louise Wold à Holmestrand , Hulda Marie Bentzen à Bergen et Augusta Solberg.

## Sources
- (en) Cet article est partiellement ou en totalité issu de l’article de Wikipédia en anglais intitulé « Agnès Nyblin » (voir la liste des auteurs).